# A Magyar Tudományos Akadémia tagjainak listája (S–Zs)

## 
A Magyar Tudományos Akadémia tagjainak listája az 1825-ben alakult tudományos társaság történetének tagjait sorolja fel. Az akadémikusok nagy száma szükségessé tette a lista külön szócikkekké tagolását. A 3386 akadémikus betűrendi bontásban érhető el, a lap tetején található navigációs doboz segítségével. Más tagolási szempontot nem érvényesítettünk, azaz a 2038 hazai, 79 országhatárokon túli magyar, 338 emigráns magyar és 931 külföldi tag; a 2633 egykori és 753 jelenlegi tag; stb. egyazon felsorolásban találhatóak meg.
A listában az alapvető életrajzi adatok mellett zárójelben megadtuk a levelező (l.), a rendes (r.), a tiszteleti (t.), a külső (k.) tagság elnyerésének évét, illetve az igazgatósági (ig.) tagság időtartamát, valamint a kizárás, lemondás, tagság megszűnése, tanácskozó (tan.) taggá minősítés, továbbá a tagság visszaállításának évszámát. Az Akadémia jelenlegi tagjait egy nevük elé helyezett csillag (*) jelöli.
A lista 2000 előtti adatainak fő forrása az akadémiai tagok háromkötetes almanachja (A Magyar Tudományos Akadémia tagjai 1825–2002), amelynek információit több esetben ellenőriztük az Akadémia Értesítőben megjelent tagválasztási jegyzőkönyvekben. Az utóbbiak alapján korrigált almanachbeli adatokat felső indexbe tett k betű jelöli.

### S
- Sabbadini, Remigio (1850–1934) olasz filológus (t. 1927)
- Sabin, Albert Bruce (1906–1993) amerikai orvos, immunológus (t. 1965)
- Sági István (1882–1950) nyelvész (l. 1938; tan. 1949; l. visszaállítva 1989)
- * Sahin-Tóth Miklós (1963) amerikai magyar orvos, belgyógyász (k. 2025)
- Sainte-Claire Deville, Henri Étienne (1818–1881) francia kémikus (t. 1881)
- * Sajó András (1949) jogtudós (l. 1995; r. 2001)
- Sajó Sándor (1868–1933) költő, drámaíró (l. 1932)
- Saked Saul (1933–2021) izraeli magyar orientalista, vallástörténész (k. 2013)
- * Sakmann, Bert (1942) német citológus, fiziológus (t. 2007)
- Salam, Abdus / Szalám, Abdusz (1926–1996) pakisztáni fizikus (t. 1990)
- Salamon Ferenc (1825–1892) történész, publicista, esztéta (l. 1859; r. 1871)
- Salamon István (1918–2017) ausztráliai magyar agrármérnök (k. 1993)
- Salamon Miklós (1933–2009) amerikai magyar bányamérnök (k. 1998)
- Salánki János (1929–2003) neurobiológus, fiziológus (l. 1976; r. 1987)
- * Salat-Zakariás Levente (1957) romániai magyar politológus (k. 2013)
- Salemann, Carl Hermann (1850–1916) orosz filológus, iranista (t. 1908)
- * Salençon, Jean (1940) francia gépészmérnök (t. 2013)
- Salkowski, Ernst Leopold (1844–1923) német biokémikus (t. 1908)
- Salomaa, Arto (1934–2025) finn matematikus (t. 1998)
- * Salvi Giampaolo (1954) svájci-magyar nyelvész, italianista (l. 2022)
- Sályi Gyula (1903–1982) állatorvos (l. 1962)
- Samassa József (1828–1912) római katolikus főpap (ig. 1906)
- Sándor György / Sandor, George N. (1912–1996) amerikai magyar gépészmérnök (t. 1993)
- * Sándor Mátyás (1951) amerikai magyar biológus, immunológus (k. 2010)
- Sándorfy Kamill (1920–2006) franciaországi magyar kémikus (k. 1993)
- Sántha Kálmán (1903–1956) orvos, elme- és ideggyógyász (l. 1946; r. 1946; tagsága megszűnt 1951; r. visszaállítva 1956)
- Sáringer Gyula (1928–2009) agrármérnök, entomológus (l. 1990; r. 1995)
- * Sarkadi Balázs (1948) orvos, biokémikus (l. 2004; r. 2010)
- * Sárközy András (1941) matematikus (l. 1998; r. 2004)
- Sartori, Guido (1909–1981) olasz kémikus (t. 1981)
- Sárváry Pál (1765–1846) filozófus, matematikus (l. 1832)
- Sauer Ignác (1801–1863) orvos, belgyógyász (l. 1859)
- Sauvageot, Aurélien (1897–1988) francia nyelvész, finnugrista (t. 1979)
- Savić, Pavle (1909–1994) szerb fizikus (t. 1970)
- Savigny, Friedrich Carl (1779–1861) német jogtudós (t. 1859)
- Săvulescu, Traian (1889–1963) román botanikus (t. 1955)
- Say Móric (1830–1885) kémikus (l. 1869)
- Sayous, Édouard (1842–1898) francia történész (t. 1875)
- Scacchi, Arcangelo (1810–1893) olasz mineralógus, geológus (t. 1871)
- Schafarzik Ferenc (1854–1927) geológus (l. 1902; r. 1916)
- Schaff Zsuzsa (1943–2023) orvos, patológus, onkológus (l. 2010; r. 2016)
- Schaffer Károly (1864–1939) orvos, ideg- és elmegyógyász (l. 1914; r. 1926; t. 1938)
- Schally, Andrew (1926–2024) amerikai lengyel endokrinológus, biokémikus (t. 1986)
- Schandl József (1885–1973) állatorvos, agrármérnök (l. 1953; r. 1960)
- Schay Géza (1900–1991) kémikus (l. 1946; r. 1954)
- Schedius Lajos (1768–1847) nyelvész, esztéta (t. 1831; ig. 1845)
- Scheffer, Fritz (1899–1979) német agrokémikus (t. 1973)
- Schell, Jozef Stefaan (1935–2003) belga mikrobiológus (t. 1993)
- Schelling, Friedrich Wilhelm Joseph (1775–1854) német filozófus (t. 1834)
- Schenek István (1830–1909) kémikus (l. 1889)
- Schenzl Guidó (1823–1890) osztrák származású meteorológus, geofizikus (l. 1867; r. 1876)
- Scherffel Aladár (1865–1939) botanikus, algológus (l. 1927)
- Schey János (1922–2010) kanadai magyar kohómérnök (k. 1990)
- Schiefner, Franz Anton (1817–1879) oroszországi német nyelvész, orientalista (t. 1873)
- Schiller, Peter H. (1931–2023) német-amerikai neurobiológus (t. 2007)
- Schinzel, Andrzej (1937–2021) lengyel matematikus (t. 2001)
- Schirkhuber Móric (1807–1877) pedagógus (l. 1858)
- * Schirmacher, Peter (1961) német orvos, patológus (t. 2019)
- Schlauch Lőrinc (1824–1902) római katolikus főpap, egyházjogász (ig. 1901)
- Schlechta von Wschehrd, Ottokar (1825–1894) osztrák orientalista (t. 1865)
- * Schleich, Wolfgang (1957) német kvantumfizikus (t. 2019)
- Schleicher, August (1821–1868) német nyelvész (t. 1864)
- Schlesinger Lajos (1864–1933) matematikus (l. 1902)
- * Schmid, Stefan M. (1943) svájci geológus (t. 2019)
- Schmidt, Erich (1853–1913) német irodalomtörténész (t. 1910)
- Schmidt Henrik (1877–1953) nyelvész, germanista (l. 1923; tagsága megszűnt 1948; l. visszaállítva 1991)
- Schmidt János (1935–2020) agrármérnök (l. 2001; r. 2007)
- Schmidt József (1868–1933) nyelvész, indogermanista (l. 1911)
- Schmidt Sándor (1855–1904) mineralógus (l. 1891)
- Schmidt, Wilhelm Adolf (1812–1887) német történész (t. 1870)
- Schmoller, Gustav von (1838–1917) német közgazdász (t. 1915)
- Schneller István (1847–1939) pedagógus (l. 1913)
- * Schopper, Herwig Franz (1924) német fizikus (t. 1995)
- Schott, Wilhelm (1802–1889) német orientalista (t. 1858)
- Schönherr Gyula (1864–1908) történész (l. 1896)
- Schönmuth, Georg (1928–2016) német agrármérnök, genetikus (t. 1986)
- Schöpflin Aladár (1872–1950) esztéta, irodalomtörténész, író, műfordító (t. 1948–1949; r. 1949)
- Schöpf-Merei Ágost (1804–1858) orvos, gyermekgyógyász (l. 1835)
- Schramm, David Norman (1945–1997) amerikai asztrofizikus (t. 1995)
- Schréter Zoltán (1882–1970) geológus (l. 1938; tan. 1949; l. visszaállítva 1989)
- * Schrijver, Alexander (1948) holland matematikus (t. 2025)
- * Schubert Gabriella (1943) németországi magyar néprajzkutató, szlavista, balkanológus (k. 2004)
- Schuchardt, Hugo (1842–1927) német nyelvész, romanista (t. 1889)
- Schulek Elemér (1893–1964) kémikus, farmakológus (l. 1941; r. 1945)
- Schulek Frigyes (1841–1919) építész (l. 1895; t. 1917)
- Schulek Vilmos (1843–1905) orvos, szemész (l. 1889; r. 1902)
- Schulhof Lipót (1847–1921) csillagász (l. 1878)
- Schuller Alajos (1845–1920) fizikus (l. 1880; r. 1891)
- Schumann, Richard (1864–1945) német csillagász, geodéta (t. 1926)
- Schuster János (1777–1838) orvos, farmakológus (r. 1831)
- Schügerl Károly / Schügerl, Karl (1927–2018) németországi magyar vegyészmérnök (k. 1995)
- Schüler, Karl Gustav (1807–1855) német geológus (t. 1846)
- Schütz Antal (1880–1953) teológus, filozófus (l. 1925; r. 1938; tan. 1949; r. visszaállítva 1989)
- Schvarcz Gyula (1838–1900) történész, jogtörténész, művelődéspolitikus (l. 1864; r. 1887)
- Schwartz, Eduard (1858–1940) német klasszika-filológus (t. 1929)
- Schwarz András Bertalan / Schwarz, Andreas Bertholan (1886–1953) németországi magyar jogtudós (t. 1946)
- Scitovsky Tibor (1910–2002) amerikai magyar közgazdász (t. 1993)
- Scitovszky János (1785–1866) római katolikus főpap (ig. 1853)
- * Scott, James Wesley (1956) amerikai régiótudós (t. 2022)
- * Scully, Marlan (1939) amerikai kvantumfizikus (t. 2016)
- Sebestyén Gyula (1864–1946) néprajzkutató, irodalomtörténész (l. 1905)
- Sebestyén Gyula (1921–2011) nagy-britanniai magyar építészmérnök (k. 1990)
- Sebők Tamás / Sebeok, Thomas Albert (1920–2001) amerikai magyar nyelvész (t. 1993)
- Sedlmayr Kurt (1900–1965) osztrák származású agrobotanikus, növénynemesítő (l. 1951; r. 1953; tagsága megszűnt 1958; r. visszaállítva 1989)
- Seeliger, Hugo von (1849–1924) német csillagász (t. 1899)
- Seidner Mihály (1875–1968) villamosmérnök (l. 1960)
- Seitelberger, Franz (1916–2007) osztrák orvos, ideggyógyász (t. 1986)
- Sejndlin, Alekszandr Jefimovics (1916–2017) orosz fizikus, villamosmérnök (t. 1979)
- * Selah, Szaharón (1945) izraeli matematikus (t. 2013)
- Selényi Pál (1882–1954) fizikus (l. 1948)
- Semsey Andor (1833–1923) mineralógus (t. 1882; ig. 1890)
- Sennyey Pál (1824–1888) politikus (ig. 1853)
- Serédi Jusztinián (1884–1945) római katolikus főpap, egyházjogász (ig. 1928; t. 1934)
- * Seri István (1951) amerikai magyar orvos, gyermekgyógyász (t. 2016)
- Setälä, Eemil Nestor (1864–1935) finn nyelvész, politikus (t. 1892)
- Shackleton, Robert (1919–1986) angol filológus, romanista (t. 1979)
- Sickel, Theodor von (1826–1908) osztrák történész (t. 1878)
- * Sieghart, Werner (1945) osztrák biokémikus (t. 2013)
- Sievers, Eduard (1850–1932) német nyelvész (t. 1912)
- ’Sigmond Elek (1873–1939) vegyészmérnök, agrogeológus (l. 1915; r. 1925)
- Sík Sándor (1889–1963) irodalomtörténész, esztéta, költő (l. 1946; tan. 1949; l. visszaállítva 1989)
- * Siklér Ferenc (1971) részecskefizikus (l. 2022)
- * Silver, Robin Angus (1956) brit neurobiológus (t. 2019)
- Simai Kristóf (1742–1833) drámaíró, nyelvész (l. 1832)
- * Simai Mihály (1930) közgazdász (l. 1976; r. 1985)
- Simidzu Szakai (1915–2003) japán fizikus (t. 1995)
- Simionescu, Cristofor I. (1920–2007) román kémikus (t. 1986)
- * Simon Attila (1966) szlovákiai magyar történész (k. 2019)
- * Simon Ferenc (1974) szilárdtest-fizikus (l. 2025)
- Simon István (1947–2024) biofizikus (l. 2016; r. 2022)
- * Simon Károly (1961) matematikus (l. 2025)
- Simon Sándor (1923–1989) kohómérnök (l. 1976)
- Simon, Wilhelm (1929–1992) svájci kémikus (t. 1979)
- Simonovits István (1907–1985) orvos, hematológus (l. 1985)
- * Simonovits Miklós (1943) matematikus (l. 2001; r. 2007)
- Simonyi Károly (1916–2001) fizikus, villamosmérnök (l. 1993; r. 1995)
- * Simonyi Károly / Simonyi, Charles (1948) amerikai magyar informatikus (k. 2004)
- Simonyi Zsigmond (1853–1919) nyelvész (l. 1879; r. 1893)
- Simor János (1813–1891) római katolikus főpap (ig. 1867)
- Sina Simon (1810–1867) bankár (ig. 1858)
- * Singer, Wolf (1943) német neurobiológus (t. 2013)
- * Sinkovics G. József (1924) amerikai magyar orvos, mikrobiológus, immunológus (k. 1993)
- Sinor Dénes / Sinor, Denis (1916–2011) amerikai magyar nyelvész, orientalista (t. 1979)
- Sipos Aladár (1927–2005) közgazdász (l. 1976; r. 1982)
- * Sipos Gábor (1951) romániai magyar művelődéstörténész, levéltáros (k. 2016)
- Sirendib, Badzarin (1912–2001) mongol történész (t. 1964)
- Šišić, Ferdo (1869–1940) horvát történész (t. 1939)
- * Sitkei György (1931) gépészmérnök (l. 1998; r. 2004)
- * Smith, Anthony David (1938) angol biokémikus (t. 1998)
- Smolka, Stanisław (1854–1924) lengyel történész (t. 1892)
- Snatzke, Günther (1928–1992) osztrák kémikus (t. 1986)
- Snouck Hurgronje, Christiaan (1857–1936) holland orientalista (t. 1911)
- Soboul, Albert Marius (1914–1982) francia történész (t. 1976)
- Sohár Pál (1936–2025) vegyészmérnök (l. 2001; r. 2007)
- * Soltész Iván (1964) amerikai magyar biológus (k. 2016)
- * Solti László (1946) állatorvos, biotechnológus (l. 2004; r. 2010)
- Solymos Rezső (1929–2019) erdőmérnök (l. 1998; r. 2004)
- Solymosi Frigyes (1931–2018) fizikokémikus (l. 1982; r. 1990)
- * Solymosi László (1944) történész, diplomatikus (l. 2010; r. 2016)
- * Solymosi László (1951) németországi magyar orvos, radiológus (k. 2022)
- Solymossy Sándor (1864–1945) néprajzkutató (l. 1919; r. 1933)
- * Sólyom Jenő (1940) fizikus (l. 1987; r. 1993)
- Sólyom László (1942–2023) jogtudós (l. 2001; r. 2013)
- * Somfai László (1934) zenetörténész (l. 1995; r. 2004)
- Somhegyi Ferenc (1813–1879) történész (l. 1858)
- * Somlyódy László (1943) vízépítő mérnök (l. 1990; r. 1998)
- Sommerfeld, Arnold (1868–1951) német fizikus (t. 1930)
- Somogyi Árpád (1937–2024) németországi magyar állatorvos, toxikológus (k. 2001)
- Somogyi Károly (1811–1888) római katolikus főpap, teológus (l. 1858)
- Somogyi Péter (1950) neurobiológus (k. 1993–1994, lemondott; l. 2004; r. 2013–2020, lemondott)
- Somorjai Gábor Árpád / Somorjai, Gabor A. (1935–2025) amerikai magyar fizikokémikus (t. 1990)
- Somos András (1911–1996) kertészmérnök (l. 1949; r. 1955)
- Somosi János (1783–1855) teológus (l. 1834)
- Somssich Pongrác (1788–1849) politikus (ig. 1830)
- Soó Rezső (1903–1980) botanikus (l. 1947; r. 1951)
- Soós Lajos (1879–1972) zoológus, malakológus (l. 1942; r. 1945; tan. 1949; r. visszaállítva 1989)
- Soran, Viorel (1928–2014) román mikrobiológus (t. 1995)
- Šorm, František (1913–1980) cseh kémikus (t. 1958)
- Sós József (1906–1973) orvos, patofiziológus (l. 1961)
- Sós Vera, T. (1930–2023) matematikus (l. 1985; r. 1990)
- * Sótonyi Péter (1938) orvos, patológus (l. 2001; r. 2007)
- Southwood, Thomas Richard Edmund (1931–2005) angol zoológus (t. 1998)
- Sörös Pongrác (1873–1919) egyháztörténész (l. 1909)
- Sőtér István (1913–1988) irodalomtörténész, író, műfordító (l. 1955; r. 1965)
- * Spät András (1940) orvos, endokrinológus (l. 1993; r. 1998)
- Späth, Ernst (1886–1946) osztrák kémikus (t. 1937)
- * Spéder Zsolt (1961) szociológus, demográfus (l. 2025)
- * Spencer, Joel (1946) amerikai matematikus (t. 2025)
- * Spener, Friedrich (1939) német biokémikus (t. 2004)
- Spenik Ottó (1938–2020) ukrajnai magyar atomfizikus (k. 1998)
- * Sperber, Dan (1942) francia kulturális antropológus (t. 2013)
- * Sperlágh Beáta (1963) orvos, farmakológus (l. 2019; r. 2025)
- Springer György / Springer, George S. (1933–2024) amerikai magyar repülőgépmérnök (k. 1995)
- Srbik, Heinrich von (1878–1951) osztrák történész (t. 1939)
- Stáhly Ignác (1787–1849) orvos, sebész (t. 1839)
- Stammler, Rudolf (1856–1938) német jogfilozófus (t. 1933)
- Stäckel, Paul (1862–1919) német matematikus (t. 1900)
- * Staden, Johannes van (1939) dél-afrikai botanikus, biotechnológus (t. 2004)
- * Stang Péter (1941) amerikai magyar kémikus (k. 2007)
- Stark Ervin (1922–1995) orvos, fiziológus, endokrinológus (l. 1973; r. 1982)
- Staub Móric (1842–1914) paleobotanikus (l. 1898)
- Staud Lajos (1855–1941) jogtudós (l. 1929)
- Stefán Mihály (1932–2009) kohómérnök (l. 1976)
- Stefanovits Pál (1920–2016) vegyészmérnök, talajtanász (l. 1970; r. 1976)
- Stein Aurél / Stein, Aurel (1862–1943) nagy-britanniai magyar nyelvész, régész, orientalista (t. 1895)
- Stein, Ludwig (1859–1930) magyar származású német filozófus (t. 1899)
- Steindl Imre (1939–1902) építész (l. 1898)
- Steindorff, Georg (1861–1951) német egyiptológus (t. 1917)
- Steiner Lajos (1871–1944) geofizikus (l. 1917)
- Steinitz, Wolfgang (1905–1967) német nyelvész, néprajzkutató (t. 1958)
- * Stenseth, Nils Christian (1949) norvég evolúcióbiológus, ökológus (t. 2019)
- * Stépán Gábor (1953) gépészmérnök (l. 2001; r. 2007)
- Stier, Heinrich Christoph Gottlieb (1825–1896) német filológus, hungarológus (t. 1860)
- * Stipsicz András (1966) matematikus (l. 2016; r. 2022)
- Stoczek József (1819–1890) fizikusmérnök (l.  1858; r. 1860)
- Straub F. Brunó (1914–1996) biokémikus (l. 1946; r. 1949)
- * Streissler, Erich Wolfgang (1933) osztrák közgazdász (t. 1988)
- Strutt, John William (1842–1919) angol fizikus (t. 1914)
- Stubbe, Hans (1902–1989) német agrármérnök, genetikus (t. 1964)
- Stumme, Hans (1864–1936) német orientalista (t. 1915)
- Stumpers, Frans (1911–2003) holland fizikus (t. 1979)
- Sudhoff, Karl (1853–1938) német orvos, orvostörténész (t. 1930)
- Suhayda János (1818–1881) jogtudós (l. 1864)
- Sully Prudhomme, René François Armand (1839–1907) francia költő, esszéíró (t. 1901)
- Suphi bég (?–1886) török történész (t. 1863)
- Supka Géza (1883–1956) régész, művészettörténész (l. 1945; tan. 1949; l. visszaállítva 1989)
- * Suppan, Arnold (1945) osztrák történész (t. 2013)
- Surányi János (1886–1965) agrármérnök (l. 1945; tan. 1949; l. újraválasztva 1954; r. 1960)
- Surányi-Unger Tivadar (1898–1973) közgazdász (l. 1935; tagsága megszűnt 1948; l. visszaállítva 1989)
- * Südhof, Thomas (1955) német biokémikus (t. 2022)
- * Svoboda, Karel (1965) cseh-amerikai orvos, neurológus (t. 2013)

### Sz
- Szabad György (1924–2015) történész, politikus (l. 1982; r. 1998)
- * Szabadfalvi József (1961) jogtudós (l. 2025)
- Szabadváry Ferenc (1923–2006) vegyészmérnök, tudománytörténész (l. 1995; r. 2004)
- Szablya János (1924–2005) amerikai magyar gépészmérnök (k. 2001)
- Szabó András (1928–2011) jogtudós, kriminológus (l. 1998; r. 2004)
- Szabó Árpád (1913–2001) klasszika-filológus, történész (l. 1979; r. 1990)
- * Szabó Attila (1947) amerikai magyar kémikus (k. 2013)
- * Szabó Barna (1935) amerikai magyar bányamérnök (k. 1995)
- Szabó Dénes (1929–2018) kanadai magyar kriminológus (k. 1993)
- Szabó Dezső (1882–1966) történész (l. 1931; tan. 1949; l. visszaállítva 1989)
- Szabó Ferenc (1926–2002) reaktorfizikus, villamosmérnök (l. 1982; r. 1998)
- Szabó Gábor (1927–1996) orvosbiológus, genetikus (l. 1973; r. 1982)
- * Szabó Gábor (1954) fizikus (l. 2004; r. 2010)
- * Szabó Gyöngyi (1959) amerikai magyar orvos, gasztroenterológus (k. 2013)
- Szabó Imre (1814–1881) római katolikus főpap, író (t. 1869)
- Szabó Imre (1912–1991) jogtudós (l. 1949; r. 1956)
- Szabó István (1801–1892) műfordító (l. 1839)
- Szabó István (1898–1969) történész (l. 1941; tan. 1949; l. visszaállítva 1989)
- Szabó István Mihály (1925–2015) mikrobiológus, ökológus (l. 1990; r. 2001)
- Szabó János (1920–2012) építőmérnök (l. 1970; r. 1979)
- Szabó József (1822–1894) bányamérnök, geológus, mineralógus (l. 1858; r. 1867; ig. 1888)
- Szabó Kálmán (1921–2007) közgazdász (l. 1973; r. 1979)
- Szabó Károly (1824–1890) történész, bibliográfus (l. 1858; r. 1871)
- Szabó Miklós (1940–2023) régész (l. 1995; r. 2001)
- Szabó Miklós, M. (1942–2021) hadtörténész, katonatiszt (l. 2001; r. 2007)
- * Szabó Sándor (1944) amerikai magyar orvos, endokrinológus (k. 2010)
- * Szabó Szilárd (1974) geográfus (l. 2025)
- Szabó T. Attila (1906–1987) romániai magyar nyelvész, nyelvjáráskutató, művelődéstörténész (t. 1977)
- Szabó Zoltán (1882–1944) botanikus, genetikus (l. 1932; r. 1941)
- * Szabó Zoltán (1965) amerikai magyar matematikus (t. 2010)
- Szabó Zoltán Gábor (1908–1995) fizikokémikus (l. 1951; r. 1964)
- * Szabolcsi Anna (1953) amerikai magyar nyelvész (t. 2019)
- Szabolcsi Bence (1899–1973) zenetörténész (l. 1948; r. 1955)
- Szabolcsi Gertrúd (1923–1993) biokémikus (l. 1967; r. 1979)
- Szabolcsi Miklós (1921–2000) irodalomtörténész (l. 1965; r. 1976)
- Szabolcska Mihály (1861–1930) költő (l. 1908)
- Szádeczky-Kardoss Elemér (1903–1984) geológus, geokémikus (l. 1949; r. 1950)
- Szádeczky-Kardoss Lajos (1859–1935) történész (l. 1888; r. 1909)
- Szafer, Władysław (1886–1970) lengyel botanikus, geológus (t. 1967)
- * Szaggyejev, Roald Zinnurovics (1932) orosz fizikus (t. 1988)
- Szakály Ferenc (1942–1999) történész (l. 1995)
- Szalai István (1816–1878) filozófus (l. 1858)
- Szalai Júlia (1948–2022) szociológus (l. 2019)
- Szalai Sándor (1912–1983) szociológus, filozófus (l. 1948; r. 1970)
- * Szalay A. Sándor (1949) fizikus, kozmológus (l. 1990)
- Szalay Ágoston (1811–1877) jogtudós (l. 1858)
- Szalay Imre (1787–1848) teológus (l. 1831; r. 1832; t. 1834)
- Szalay László (1813–1864) jogtudós, történész, politikus (l. 1836; r. 1838)
- * Szalay Péter (1962) kémikus (l. 2025)
- Szalay Sándor (1909–1987) atomfizikus (l. 1953; r. 1965)
- Szamarin, Alekszandr Mihajlovics (1902–1970) orosz kohómérnök (t. 1960)
- Szántay Csaba (1928–2016) kémikus (l. 1970; r. 1982)
- * Szarka László (1954) geofizikus (l. 2013; r. 2019)
- Szarvas Gábor (1832–1895) nyelvész (l. 1871; r. 1884)
- Szarvasy Imre (1872–1942) vegyészmérnök (l. 1910; r. 1922)
- Szász Béla (1840–1898) költő, műfordító (l. 1883)
- * Szász Domokos (1941) matematikus (l. 1990; r. 1995)
- Szász Károly (1798–1853) jogtudós, politikus (l. 1833; r. 1834)
- Szász Károly (1829–1905) költő, műfordító, református főpap (l. 1858; r. 1869; ig. 1878; t. 1899)
- Szász Károly (1865–1950) irodalomtörténész, politikus, író (l. 1922; r. 1940; tan. 1949; r. visszaállítva 1989)
- Szászy Béla (1865–1931) jogtudós (l. 1931)
- Szászy István (1899–1976) jogtudós (l. 1945)
- Szászy-Schwarz Gusztáv (1858–1920) jogtudós (l. 1918)
- * Szathmáry Eörs (1959) evolúcióbiológus (l. 2007; r. 2013)
- Szathmáry György (1845–1898) művelődéspolitikus, publicista (l. 1895)
- Szauder József (1917–1975) irodalomtörténész (l. 1970)
- Széchenyi Béla (1837–1918) földrajztudós (t. 1880; ig. 1883)
- Széchenyi Bertalan (1866–1943) politikus, nagybirtokos (ig. 1933)
- Széchényi Emil (1865–1932) közgazdász, politikus (ig. 1920)
- Széchenyi István (1791–1860) nagybirtokos, politikus, közgazdász (ig. 1830; t. 1838)
- Széchy Ágoston (1778–1852) pedagógus (l. 1840)
- Széchy Károly (1848–1906) irodalomtörténész (l. 1902)
- Széchy Károly (1903–1972) építőmérnök (l. 1951; r. 1970)
- Szécsen Antal (1819–1896) történész, politikus (ig. 1866; t. 1877–1894, tagságáról lemondott)
- Szeder Fábián János (1784–1859) néprajzkutató, nyelvjáráskutató (l. 1831–1838, tagságáról lemondott)
- * Szegedi Andrea (1964) orvos, bőrgyógyász, immunológus (l. 2025)
- Szegedi Gyula (1936–2013) orvos, belgyógyász, immunológus (l. 1995; r. 2001)
- * Szegedy Balázs (1974) matematikus (l. 2025)
- Szegedy Ferenc (1787–1848) politikus (ig. 1830)
- * Szegedy Krisztián (1971) amerikai magyar matematikus (k. 2025)
- * Szegedy Márió (1960) amerikai magyar matematikus, informatikus (k. 2019)
- Szegedy-Maszák Mihály (1943–2016) irodalomtörténész (l. 1993; r. 1998)
- Szegő Gábor (1895–1985) amerikai magyar matematikus (t. 1965)
- Székács József (1809–1876) evangélikus lelkész, költő (l. 1836; t. 1870)
- Székely György (1924–2016) történész (l. 1973; r. 1985)
- Székely György (1926–2017) orvos, anatómus, hisztológus, neurobiológus (l. 1985; r. 1993)
- Székely István (1861–1927) teológus (l. 1921)
- * Székely Tamás (1959) nagy-britanniai magyar evolúcióbiológus, ökológus (k. 2019)
- Székely Vladimír (1941–2020) villamosmérnök (l. 2004; r. 2010)
- * Székelyhidi László, ifj. (1977) németországi magyar matematikus (k. 2022)
- Szekeres György (1911–2005) ausztráliai magyar matematikus (t. 1986)
- Szekfű Gyula (1883–1955) történész (l. 1925; r. 1941)
- Széki Tibor (1879–1950) gyógyszerész, kémikus (l. 1934; r. 1945; tan. 1949; r. visszaállítva 1989)
- * Szelényi Iván (1938) szociológus (l. 1990; r. 1995)
- Széll Kálmán (1843–1915) politikus (ig. 1902)
- Szemere Bertalan (1812–1869) politikus (l. 1840)
- Szemere Miklós (1802–1881) politikus, költő (l. 1863)
- Szemere Pál (1785–1861) költő, esztéta (r. 1831)
- Szemere Samu (1881–1978) filozófus (l. 1945; tan. 1949; l. visszaállítva 1989)
- * Szemerédi Endre (1941) matematikus (l. 1982; r. 1987)
- Szemerényi Oszvald (1913–1996) nyelvész (l. 1947; tagsága megszűnt 1949; l. visszaállítva 1989; r. 1991)
- Szemjonov, Nyikolaj Nyikolajevics (1896–1986) orosz fizikokémikus (t. 1961)
- Szénássy Sándor (1828–1872) pedagógus, klasszika-filológus (l. 1871)
- Szenczy Imre (1798–1860) klasszika-filológus, műfordító (l. 1838)
- * Szendrei Ágnes (1953) amerikai magyar matematikus (k. 2022)
- Szendrei János (1857–1927) hadtörténész, művészettörténész (l. 1903)
- * Szendrő Zsolt (1947) agrármérnök, genetikus, állattenyésztő (l. 2016; r. 2022)
- Szendy Károly (1911–1981) gépészmérnök, energetikus (l. 1970)
- Szentágothai János (1912–1994) orvos, anatómus (l. 1948; r. 1967)
- * Szente Lajos (1951) kémikus (l. 2022)
- * Szentes Tamás (1933) közgazdász (l. 1993; r. 1998)
- Szent-Györgyi Albert (1893–1986) biokémikus (l. 1935; r. 1938; t. 1945; ig. 1945; tagsága 1949–1963 között szünetelt)
- Szent-Györgyi András / Szent-Györgyi, Andrew (1924–2015) amerikai magyar biológus (t. 1998)
- Szent-Iványi József (1910–1988) ausztráliai magyar entomológus (t. 1988)
- Szent-Iványi Tamás (1920–1991) állatorvos (l. 1973; r. 1979)
- Szentkirályi Zsigmond (1804–1870) bányamérnök (l. 1845)
- Szentkláray Jenő (1843–1925) történész (l. 1882)
- Szentpétery Imre (1878–1950) levéltáros, történész (l. 1917; r. 1929)
- Szentpétery Zsigmond (1880–1952) geológus, petrográfus (l. 1929; r. 1946; tan. 1949; r. visszaállítva 1989)
- Szenvey József (1800–1857) publicista, lapszerkesztő (l. 1831)
- Szepesi Imre (1811–1875) klasszika-filológus (l. 1858)
- Szepesy Ignác (1780–1838) római katolikus főpap, teológus (ig. 1830; t. 1831)
- Szépfalusy Péter (1931–2014) fizikus (l. 1982; r. 1987)
- * Szerb László (1958) közgazdász (l. 2025)
- Szerebrennyikov, Borisz Alekszandrovics (1915–1989) orosz nyelvész (t. 1983)
- Szeremlei Sámuel (1837–1924) történész, publicista (l. 1908)
- Szergijev, Pjotr Grigorjevics (1893–1973) orosz mikrobiológus (t. 1960)
- Szidarovszky János (1881–1947) nyelvész, klasszika-filológus (l. 1935)
- Szidorenko, Alekszandr Vasziljevics (1917–1982) orosz geológus (t. 1979)
- Sziforov, Vlagyimir Ivanovics (1904–1993) orosz mérnök (t. 1973)
- Szigeti György (1905–1978) fizikus, villamosmérnök (l. 1954; r. 1958)
- Szigeti József (1822–1902) színész, drámaíró (l. 1882)
- Szigeti József (1921–2012) filozófus, esztéta (l. 1967; r. 1987)
- Szigligeti Ede (1814–1878) drámaíró, színpadi rendező (l. 1840)
- Szikura József (1932–2015) ukrajnai magyar botanikus (k. 2001)
- Szilády Áron (1837–1922) irodalomtörténész, nyelvész (l. 1861; r. 1876; t. 1917)
- Szilágyi Dezső (1840–1901) jogtudós, politikus (t. 1897)
- Szilágyi Ferenc (1797–1876) történész (l. 1833)
- Szilágyi István (1819–1897) pedagógus, költő (l. 1846)
- * Szilágyi József (1964) vízépítő mérnök (l. 2025)
- Szilágyi Loránd (1908–1974) történész, levéltáros (l. 1941; tan. 1949; l. visszaállítva 1989)
- Szilágyi Sándor (1827–1899) történész (l. 1858; r. 1873)
- Szilasi Móric (1854–1905) nyelvész, finnugrista (l. 1902)
- Szilasy János (1795–1859) pedagógus, filozófus (r. 1830; t. 1858)
- Szily Kálmán (1838–1924) nyelvész, fizikus, matematikus (l. 1865; r. 1873; ig. 1883; t. 1920)
- Szily Kálmán (1875–1958) gépészmérnök (l. 1920; tagsága megszűnt 1948; l. visszaállítva 1989)
- * Szinaj, Jakov Grigorjevics / Sinai, Yakov G. (1935) amerikai orosz matematikus (t. 1993)
- Szinovácz György (1807–1867) jogtudós (l. 1861)
- Szinnyei Ferenc (1875–1947) irodalomtörténész (l. 1914; r. 1928)
- Szinnyei József (1830–1913) bibliográfus (l. 1899)
- Szinnyei József (1857–1943) nyelvész (l. 1884; r. 1896; ig. 1922)
- Szinnyei József (1881–1943) orvos, belgyógyász (l. 1916; r. 1928)
- * Szirányi Tamás (1957) villamosmérnök (l. 2022)
- * Szirmay-Kalos László (1963) villamosmérnök (l. 2022)
- Szitenko, Alekszej Grigorjevics (1927–2002) ukrán fizikus (t. 1998)
- * Szkála Károly (1951) horvátországi magyar villamosmérnök (k. 2019)
- Szkalnitzky Antal (1836–1878) építész (l. 1865)
- Szkrjabin, Georgij Konsztantyinovics (1917–1998) orosz mikrobiológus (t. 1981)
- Szkrjabin, Konsztantyin Ivanovics (1878–1972) orosz mikrobiológus, parazitológus (t. 1960)
- Szladits Károly (1871–1956) jogtudós (l. 1932; r. 1943; t. 1948; visszaminősítve r. 1949)
- Szlávy József (1818–1900) politikus (ig. 1884)
- Szlemenics Pál (1783–1856) jogtudós (r. 1830)
- Szlezák, Thomas Alexander (1940–2023) német-magyar klasszika-filológus (t. 2022)
- Szmirnov, Vlagyimir Ivanovics (1910–1988) orosz geológus (t. 1988)
- Szmrecsányi Lajos (1851–1943) római katolikus főpap (ig. 1917)
- Szolcsányi János (1938–2018) orvos, farmakológus (l. 1995; r. 2001)
- Szontagh Gusztáv (1793–1858) filozófus, esztéta (l. 1832; r. 1839)
- Szögyény-Marich László, id. (1806–1893) politikus (ig. 1855)
- Szögyény-Marich László, ifj. (1840–1916) politikus, diplomata (ig. 1903)
- Szőkefalvi-Nagy Béla (1913–1998) matematikus (l. 1945; r. 1956)
- Szőkefalvi Nagy Gyula (1887–1953) matematikus (l. 1934; r. 1946)
- * Szöllősi János (1953) biofizikus (l. 2016; r. 2022)
- Szőllősy Ferenc (1796–1854) politikus (l. 1847)
- Szőnyi Pál (1808–1878) pedagógus (l. 1846)
- Szörényi Imre (1905–1959) biokémikus (l. 1950; r. 1953)
- * Sztipanovits János (1946) amerikai magyar villamosmérnök (k. 2010)
- Sztirikovics, Mihail Adolfovics (1902–1995) orosz mérnök (t. 1983)
- Sztrokay Antal (1780–1850) jogtudós, költő (l. 1832; r. 1835)
- * Szuzuki Kóicsi (1939) japán biológus (t. 2001)
- * Szűcs András (1950) matematikus (l. 2007; r. 2016)
- Szűcs István (1811–1891) jogtörténész (l. 1846)
- * Szűcs Péter (1964) hidrogeológus (l. 2022)
- Szüllő Géza (1873–1957) szlovákiai magyar nagybirtokos, politikus (k. 1937)
- Szvorényi József (1816–1892) nyelvész, irodalomtörténész (l. 1846; t. 1886)

### T
- Tagányi Károly (1858–1924) történész, levéltáros, néprajzkutató (l. 1897; r. 1918)
- Taine, Hippolyte Adolphe (1828–1893) francia filozófus, történész, irodalom- és művészettörténész (k. 1885)
- Takács Lajos (1924–2015) amerikai magyar matematikus (k. 1993)
- * Takács László Kristóf (1955) franciaországi magyar citológus, biotechnológus (k. 2007)
- Takáts Sándor (1860–1932) művelődéstörténész (l. 1906; r. 1925)
- Tálasi István (1910–1984) néprajzkutató (l. 1976)
- * Talianidis Iannis (1957) görög-magyar biológus (k. 2013)
- Tallgren, Aarne Michaël (1885–1945) finn régész (t. 1934)
- * Tallián Tibor (1946) zenetörténész (l. 2016; r. 2022)
- * Tamás Gábor (1969) neurobiológus (l. 2013; r. 2019)
- Tamás Lajos (1904–1984) nyelvész (l. 1940; r. 1964)
- Tamási Áron (1897–1966) író (l. 1943; tagsága megszűnt 1949; l. visszaállítva 1989)
- Tamássy István (1924–1995) kertészmérnök, növénynemesítő (l. 1973; r. 1979)
- Tanárky Gedeon (1815–1887) politikus (l. 1867)
- Tanárky Sándor (1784–1839) katonatiszt, hadtörténész (l. 1837; r. 1838)
- * Tánczos Vilmos (1959) romániai magyar etnográfus (k. 2025)
- Tandori Károly (1925–2005) matematikus (l. 1965; r. 1976)
- Tangl Ferenc (1866–1917) fiziológus (l. 1902; r. 1910)
- Tangl Károly (1869–1940) fizikus (l. 1908; r. 1920; ig. 1935)
- * Tapasztó Levente (1979) szilárdtest-fizikus (l. 2025)
- Tarczy Lajos (1807–1887) filozófus, természettudós (l. 1838; r. 1840)
- Tárczy-Hornoch Antal (1900–1986) geodéta, bányamérnök (l. 1946; r. 1946)
- * Tardos Éva (1957) amerikai magyar matematikus (k. 2013)
- * Tardos Gábor (1964) matematikus, informatikus (l. 2019; r. 2025)
- * Tari Gábor (1963) ausztriai magyar geológus (k. 2022)
- Tariska István (1915–1989) ideg- és elmegyógyász (l. 1982)
- Tarján Gusztáv (1907–1998) bányamérnök (l. 1951; r. 1976)
- Tarján Imre (1912–2000) biofizikus (l. 1970; r. 1976)
- Tárkányi Béla (1821–1886) költő (l. 1858; r. 1880)
- Tarnai Andor (1925–1994) irodalomtörténész (l. 1990)
- * Tarnai Tibor (1943) építőmérnök, matematikus (l. 1995; r. 2001)
- Taruskin, Richard (1945–2022) amerikai zenetörténész (t. 2016)
- Tasner Antal (1808–1861) ügyvéd (l. 1833)
- Tassonyi Edömér (1940–2022) svájci magyar aneszteziológus (k. 2007)
- Taube, Henry (1915–2005) amerikai kémikus (t. 1988)
- Taubner Károly (1809–1860) matematikus (l. 1840)
- Taylor, Alan John Percival (1906–1990) angol történész (t. 1986)
- Téglás Gábor (1848–1916) régész (l. 1888)
- Teixeira de Aragão, Augusto Carlo (1823–1903) portugál numizmata (t. 1881)
- Telegdi Bálint / Telegdi, Valentine (1922–2006) amerikai magyar fizikus (t. 1990)
- Telegdi-Roth Károly (1886–1955) geológus (l. 1931; tan. 1949; l. visszaállítva 1989)
- Telegdy Gyula (1935–2023) neuroendokrinológus (l. 1990; r. 1995)
- * Telek Miklós (1963) villamosmérnök (l. 2025)
- Teleki Domokos (1810–1876) politikus, történész (l. 1836; ig. 1855; t. 1861)
- Teleki Ferenc (1785–1831) költő, matematikus (t. 1831)
- Teleki Géza (1843–1913) politikus, író (ig. 1899)
- Teleki József (1790–1855) politikus, történész, nyelvész (ig. 1830; t. 1838)
- Teleki László (1811–1861) politikus, író (l. 1836; r. 1838; t. 1844)
- Teleki Pál (1879–1941) politikus, földrajztudós (l. 1913; ig. 1922; t. 1925)
- Teleki Sámuel (1845–1916) felfedező (t. 1894)
- Teleszky János (1868–1939) politikus, közgazdász (ig. 1930)
- Télfy Iván (1816–1898) klasszika-filológus (l. 1864)
- Teller Ede / Teller, Edward (1908–2003) amerikai magyar fizikus (t. 1990)
- Tentelis, Augusts (1876–1942) lett történész (t. 1938)
- * Teplán István (1932) kémikus (l. 1987; r. 1995)
- Terplán Zénó (1921–2002) gépészmérnök (l. 1990; r. 1995)
- Tessedik Ferenc (1800–1844) földrajztudós, író (l. 1832)
- Tétényi Pál (1929–2024) kémikus (l. 1970; r. 1979)
- Teza, Emilio (1831–1912) olasz irodalomtörténész, orientalista (t. 1879)
- Thaisz András (1789–1840) lapszerkesztő (l. 1831)
- Thallóczy Lajos (1854–1916) történész (l. 1883; r. 1895)
- Thaly Kálmán (1839–1909) költő, történetíró (l. 1864; r. 1880; t. 1907)
- Than Károly (1834–1908) kémikus (l. 1860; r. 1870; ig. 1876)
- Thanhoffer Lajos (1843–1909) orvos, anatómus, hisztológus (l. 1880; r. 1891)
- Theiner, Augustin (1804–1874) német történész (t. 1858)
- Theiss Ede (1899–1979) statisztikus, közgazdász (l. 1945; tan. 1949; l. visszaállítva 1989)
- Thienemann Tivadar (1890–1985) irodalomtörténész, nyelvész, germanista (l. 1923; tagsága megszűnt 1949; l. visszaállítva 1989)
- Thierry, Amédée Simon Dominique (1797–1873) francia történész (t. 1858)
- Thiers, Adolphe (1797–1877) francia politikus, történész (t. 1864)
- Thirring Gusztáv (1861–1941) statisztikus, földrajztudós (l. 1902; r. 1926)
- Thirring, Walter (1927–2014) osztrák fizikus (t. 1988)
- Thoma, Manfred (1929–2014) német villamosmérnök (t. 1995)
- Thomas, John Meurig (1932–2020) walesi kémikus (t. 1998)
- * Thompson, John Michael Tutill (1937) brit építőmérnök, matematikus (t. 2010)
- Thomsen, Vilhelm (1842–1927) dán nyelvész (t. 1892)
- Thomson, William (1824–1907) skót fizikus, matematikus (t. 1873)
- * Thorgeirsson, Snorri S. (1941) amerikai izlandi biokémikus (t. 2004)
- Thurau, Klaus (1928–2018) német fiziológus, nefrológus (t. 1986)
- Thúry József (1861–1906) turkológus, nyelvész (l. 1903)
- * Tietze, Lutz F. (1942) német kémikus (t. 2016)
- * Tigyi Gábor (1958) amerikai magyar biokémikus (k. 2004)
- Tigyi József (1926–2016) biofizikus (l. 1967; r. 1976)
- Tinbergen, Jan (1903–1994) holland közgazdász, matematikus (t. 1990)
- * Ting, Samuel C. C. (1936) amerikai fizikus (t. 1993)
- Tisza István (1861–1918) politikus (t. 1910)
- Tisza Kálmán (1830–1902) politikus (ig. 1881; t. 1888)
- Tittel Pál (1784–1831) csillagász (r. 1830)
- Tóbiás Károly / Tobias, Charles William (1920–1996) amerikai magyar kémikus (t. 1993)
- Tocqueville, Alexis de (1805–1859) francia jogtudós, történész (t. 1858)
- Todaro, Agostino (1818–1892) olasz botanikus (t. 1878)
- Toivonen, Yrjö Heikki (1890–1956) finn nyelvész (t. 1935)
- Tokody László (1898–1964) mineralógus (l. 1941; tan. 1949; l. visszaállítva 1989)
- * Tolcsvai Nagy Gábor (1953) nyelvész (l. 2010; r. 2016)
- Toldy Ferenc (1805–1875) irodalomtörténész, kritikus (r. 1830; ig. 1871)
- Tolnai Gábor (1910–1990) irodalomtörténész (l. 1948; r. 1962)
- Tolnai Vilmos (1870–1937) nyelvész, irodalomtörténész (l. 1908; r. 1934)
- * Tomasello, Michael (1950) amerikai pszichológus, kulturális antropológus (t. 2010)
- Tomcsányi Móric (1878–1951) jogtudós (l. 1928; r. 1943; tan. 1949; r. visszaállítva 1989)
- Tomcsányi Pál (1924–2018) agrármérnök (l. 1990; r. 1995)
- Tomori Anasztáz (1824–1894) mérnök, tudománymecénás (l. 1858)
- Tompa Ferenc (1893–1945) régész (l. 1935)
- Tompa Mihály (1817–1868) költő (l. 1858)
- Topcsijev, Alekszandr Vasziljevics (1907–1962) orosz kémikus (t. 1958)
- Topinard, Paul (1830–1911) francia orvos, antropológus (t. 1882)
- * Tora László (1957) franciaországi magyar biológus (k. 2010)
- * Torge, Wolfgang (1931) német geodéta (t. 1990)
- Torkos Sándor (1833–1865) jogtudós, nyelvész (l. 1861)
- Torma Károly (1829–1897) régész (l. 1861; r. 1881)
- Tormay Béla (1839–1906) mezőgazdász, állatorvos (l. 1899)
- Toró Tibor (1931–2010) romániai magyar fizikus (k. 1993)
- * Torres Yribar, Wilfredo (1933) kubai orvos, hematológus (t. 1983)
- Tóth Ágoston Rafael (1812–1889) hadmérnök, térképész (l. 1871)
- * Tóth Bálint (1955) matematikus (l. 2022)
- Tóth Dezső (1925–1985) irodalomtörténész (l. 1979)
- * Tóth István (1946) ausztráliai magyar vegyészmérnök (k. 2016)
- * Tóth József (1933) kanadai magyar hidrogeológus (k. 2016)
- Tóth Kálmán (1831–1881) költő, író (l. 1861)
- Tóth Klára (1939–2013) kémikus (l. 1995; r. 2001)
- Tóth Lajos (1876–1936) jogtudós (l. 1933)
- Tóth László (1902–?) biológus (l. 1946; tagsága megszűnt 1949)
- * Tóth László, S. (1952) franciaországi magyar anyagmérnök (k. 2025)
- Tóth Lőrinc (1814–1903) jogtudós, író, költő (l. 1836; r. 1858)
- * Tóth Miklós (1950) biológus, entomológus (l. 2011; r. 2016)
- Tóth Sándor (1828–1862) zoológus, orvos (l. 1861)
- Tóth Zoltán (1888–1958) történész (l. 1927; r. 1940; tan. 1949; r. visszaállítva 1989)
- Tóth Zoltán, I. (1911–1956) történész (l. 1954)
- * Totik Vilmos (1954) matematikus (l. 1993; r. 2001)
- Tőke László (1933–2024) kémikus (l. 1993; r. 1998)
- Tőkei Ferenc (1930–2000) orientalista, filozófus (l. 1973; r. 1985)
- Törő Imre (1900–1993) orvos, hisztológus (l. 1946; r. 1947)
- * Török Ádám (1952) közgazdász (l. 2001; r. 2007)
- * Török Ákos (1963) geológus, környezetmérnök (l. 2022)
- Török Aurél (1842–1912) orvos, antropológus (l. 1892)
- Török János (1807–1874) közgazdász (l. 1841)
- Török József (1813–1894) orvos (l. 1843; r. 1858)
- Török László (1941–2020) történész, egyiptológus (l. 2004; r. 2010)
- Tőtössy Béla (1854–1923) matematikus (l. 1899)
- Trapeznyikov, Vagyim Alekszandrovics (1905–1994) orosz villamosmérnök (t. 1967)
- Trefort Ágoston (1817–1888) művelődéspolitikus (l. 1841; t. 1867; ig. 1874)
- Trencsényi-Waldapfel Imre (1908–1970) klasszika-filológus, irodalom- és vallástörténész (l. 1949; r. 1950)
- Trinchera, Francesco (1810–1874) olasz történész (t. 1873)
- * Trócsányi Zoltán (1961) fizikus (l. 2007; r. 2013)
- Tronchon, Henri (1877–1941) francia irodalomtörténész (t. 1936)
- Tschermak, Erich (1871–1962) osztrák botanikus, genetikus (t. 1935)
- * Tulassay Tivadar (1949) orvos, gyermekgyógyász, nefrológus (l. 2001; r. 2007)
- * Tulassay Zsolt (1944) orvos, belgyógyász, gasztroenterológus (l. 2004; r. 2010)
- Tunyogi Csapó József (1790–1865) jogtudós (l. 1832)
- Turán Pál (1910–1976) matematikus (l. 1948; r. 1953)
- Turóczi-Trostler József (1888–1962) irodalomtörténész (l. 1945; ig. 1946; r. 1947)
- Tury Sándor Kornél (1892–1971) jogtudós (l. 1939; tan. 1949; l. visszaállítva 1989)
- Tuschák Róbert (1927–2018) villamosmérnök (l. 1982; r. 1990)
- * Tusnády Gábor (1941) matematikai statisztikus (l. 1995; r. 2001)
- Tuzson János (1870–1943) botanikus (l. 1909)
- Tüdős Ferenc (1931–1998) kémikus (l. 1970; r. 1982)
- Tyihonov, Andrej Nyikolajevics (1906–1993) orosz matematikus (t. 1979)

### U, Ú
- Ubrizsy Gábor (1919–1973) növénypatológus, mikológus (l. 1965; r. 1973)
- Udránszky László (1862–1914) biokémikus, fiziológus (l. 1909)
- Udvardy Ignác (1810–1874) teológus (l. 1858)
- Udvardy Miklós (1919–1998) amerikai magyar zoológus, ornitológus (k. 1993)
- Ujfalussy József (1920–2010) zenetörténész, zeneesztéta (l. 1973; r. 1985)
- Ujfalvy Károly Jenő (1842–1904) franciaországi magyar nyelvész, utazó (k. 1876)
- Ullmann Ágnes (1927–2019) franciaországi magyar biokémikus, mikrobiológus (k. 1998)
- * Ullrich, Axel (1943) német biokémikus (t. 2013)
- * Unger, Felix (1946) osztrák orvos, kardiológus (t. 2010)
- * Uray Zoltán (1931) romániai magyar radiológus (k. 1998)
- * Urbányi Béla (1971) agrármérnök, állattenyésztő (l. 2025)
- Urházy György (1823–1873) újságíró, politikus (l. 1861)
- Ussani, Vincenzo (1870–1952) olasz klasszika-filológus (t. 1936)

### Ü, Ű
- Ürményi Ferenc (1780–1858) politikus, közgazdász (ig. 1845)

### V
- Vachott Sándor (1818–1861) költő (l. 1843)
- Váczy János (1859–1918) irodalomtörténész (l. 1908)
- Váczy Péter (1904–1994) történész (l. 1940; tan. 1949; l. visszaállítva 1989; r. 1990)
- Vadász Elemér (1885–1970) geológus (l. 1948; r. 1950)
- Vadnai Károly (1832–1902) író, újságíró (l. 1872; r. 1900)
- Vághy Ferenc (1776–1862) jogtudós (ig. 1830)
- Vágó Szilárd / Vago, Constantin (1921–2012) franciaországi magyar biológus (t. 1990)
- Vahlquist, Bo Conradsson (1909–1978) svéd orvos, gyermekgyógyász (t. 1970)
- Vajda György (1927–2024) gépészmérnök, villamosmérnök, energetikus (l. 1976; r. 1982)
- Vajda Imre (1900–1969) közgazdász (l. 1967)
- Vajda Mihály (1935–2023) filozófus (l. 2001; r. 2007)
- Vajda Péter (1808–1846) költő, lapszerkesztő, publicista (l. 1837)
- * Vajda Violetta (1963) svédországi magyar paleontológus (k. 2019)
- Vajkay Károly (1825–1893) jogtudós, író (l. 1889)
- Vajna Zoltán (1928–2023) gépészmérnök (l. 1993; r. 1998)
- Vajta László (1920–1979) vegyészmérnök (l. 1973)
- Valentinelli, Giuseppe (1805–1874) olasz történész, bibliográfus (t. 1858)
- Valéry, Paul (1871–1945) francia költő, esszéíró, filozófus (t. 1940)
- * Váli Gábor / Vali, Gabor (1936) amerikai magyar meteorológus (k. 1993)
- Valiani, Leo (1909–1999) olasz politikus, publicista (t. 1990)
- Vállas Antal / Vallas, Anton (1809–1869) amerikai magyar matematikus (l. 1837; r. 1837; k. 1858)
- Vályi Gyula (1855–1913) matematikus (l. 1891)
- Vámbéry Ármin (1832–1913) orientalista, turkológus (l. 1860; r. 1876; t. 1893; ig. 1894)
- Vámbéry Rusztem / Vambery, Rustem (1872–1948) amerikai magyar jogtudós, kriminológus (t. 1945)
- Vámos Tibor (1926–2021) villamosmérnök (l. 1973; r. 1979)
- Vámossy Zoltán (1868–1953) farmakológus (l. 1920; tagsága megszűnt 1948; l. visszaállítva 1989)
- * Vancsó Gyula (1954) hollandiai magyar kémikus (k. 2010)
- Vandrák András (1807–1884) pedagógus, filozófus (l. 1847)
- Vangerow, Karl Adolph von (1808–1870) német jogtudós (t. 1858)
- Vánky Kálmán (1930–2021) svédországi magyar mikrobiológus (t. 2001)
- * Varadhan, Srínivasza (1940) indiai matematikus (t. 2010)
- * Várallyay Éva (1966) növényvirológus (l. 2025)
- Várallyay György (1935–2018) agrogeológus, talajkutató (l. 1993; r. 1998)
- Várdy Béla (1935–2018) amerikai magyar történész (k. 2010)
- Varga Attila (1958–2023) közgazdász (l. 2019)
- Varga Béla (1886–1942) romániai magyar unitárius főpap, pedagógus, teológus (t. 1939)
- Varga István (1897–1962) közgazdász (l. 1945; ig. 1946–1949; tan. 1949; l. visszaállítva 1989)
- Varga János (1927–2008) történész, levéltáros (l. 1990; r. 1998)
- * Varga János (1941) állatorvos, mikrobiológus (l. 2001; r. 2007)
- Varga Jenő (1879–1964) szovjetunióbeli magyar gazdaságpolitikus, közgazdász (t. 1955)
- Varga József (1891–1956) vegyészmérnök (l. 1932; r. 1946)
- Varga Lajos (1890–1963) zoológus (l. 1940; tan. 1949; l. visszaállítva 1989)
- Varga Ottó (1909–1969) matematikus (l. 1950; r. 1965)
- * Varga Pál, S. (1955) irodalom- és eszmetörténész (l. 2010; r. 2016)
- Vargha Damján György (1873–1956) irodalomtörténész (l. 1919; tan. 1949; l. visszaállítva 1989)
- Vargha Gyula (1853–1929) statisztikus, költő (l. 1892; r. 1907; t. 1923)
- Vargha László (1903–1971) kémikus (l. 1951; r. 1964)
- Vári Rezső (1867–1940) klasszika-filológus, bizantinológus (l. 1906; r. 1926)
- Varjú Elemér (1873–1944) művészettörténész, művelődéstörténész (l. 1915)
- Várkonyi Ágnes, R. (1928–2014) történész, művelődéstörténész (l. 2007; r. 2013)
- Vas Károly (1919–1981) vegyészmérnök, mikrobiológus (l. 1964)
- Vásárhelyi Pál (1795–1846) vízépítő mérnök (l. 1835; r. 1838)
- * Vásáry István (1945) orientalista, turkológus (l. 2013; r. 2019)
- * Vasil, Indra K. (1932) amerikai indiai agrobotanikus, növénynemesítő (t. 1998)
- * Vaskovics László Árpád (1936) németországi magyar szociológus (k. 1998)
- Vasmer, Max / Vasmer, Makszimilian Romanovics (1886–1962) oroszországi német nyelvész, szlavista (t. 1933)
- Vasoli, Cesare (1924–2013) olasz filozófus (t. 1976)
- Vass József (1813–1873) klasszika-filológus, történész (l. 1858)
- Vass László (1780–1842) egyháztörténész, filozófus (t. 1832)
- Vaszary Kolos (1832–1915) római katolikus főpap, egyháztörténész (ig. 1894)
- Vavilov, Pjotr Petrovics (1918–1984) orosz növénynemesítő (t. 1979)
- Vay Ábrahám (1789–1855) nagybirtokos, politikus (ig. 1830)
- Vay Miklós báró (1802–1894) nagybirtokos, politikus (ig. 1841–1855, lemondott; ig. 1860)
- Vayer Lajos (1913–2001) művészettörténész (l. 1990; r. 1993)
- Vecsei József (1800–1855) filozófus (l. 1839)
- * Vécsei László (1954) orvos, neurológus (l. 2001; r. 2007)
- Vécsey Tamás (1839–1912) jogtudós (l. 1881; r. 1889; t. 1911)
- Végh István (1763–1834) politikus (ig. 1830)
- * Veisz Ottó (1955) mikológus, növénynemesítő (l. 2019; r. 2025)
- * Vékás Lajos (1939) jogtudós (l. 1990; r. 1995)
- Velihov, Jevgenyij Pavlovics (1935–2024) orosz fizikus (t. 1988)
- Vendel Miklós (1896–1977) geológus, petrográfus (l. 1933; r. 1943)
- Vendl Aladár (1886–1971) geológus (l. 1922; r. 1931; t. 1945; visszaminősítve r. 1949)
- * Venetianer Pál (1935) biokémikus (l. 1987; r. 1995)
- Verebélÿ László (1883–1959) villamosmérnök (l. 1937; tan.1949; l. újraválasztva 1954)
- Verebélÿ Tibor (1875–1941) orvos, sebész (l. 1922; r. 1935)
- * Veres Gábor (1975) részecskefizikus (l. 2025)
- Vermes István (1946–2015) hollandiai magyar orvos (k. 2007)
- Veronese, Giuseppe (1854–1917) olasz matematikus (t. 1903)
- Verő József (1904–1985) kohómérnök (l. 1948; r. 1949)
- * Verő József (1933) geofizikus (l. 1995; r. 2001)
- * Vértes Ákos (1952) amerikai magyar kémikus (k. 2025)
- Vértes Attila (1934–2011) vegyészmérnök, közgazdász (l. 1993; r. 1998)
- * Vértessy G. Beáta (1961) biokémikus (l. 2022)
- Verzár Frigyes / Verzár, Fritz (1886–1979) svájci magyar orvos, fiziológus (t. 1973)
- Vész János Ármin (1826–1882) matematikus (l. 1858; r. 1868)
- Vető Miklós (1936–2020) franciaországi magyar filozófiatörténész (k. 2007)
- * Vicsek Tamás (1948) biofizikus, hálózatkutató (l. 1995; r. 2001)
- * Vida Gábor (1935) biológus, genetikus, ökológus (l. 1985; r. 1993)
- * Vida Tivadar (1962) régész (l. 2025)
- * Vigh Gyula (1947) amerikai magyar vegyészmérnök (k. 2019)
- * Vigh László (1950) biokémikus (l. 2004; r. 2010)
- Vikár Béla (1859–1945) néprajzkutató, népzenekutató, műfordító (l. 1911)
- Világhy Miklós (1916–1980) jogtudós (l. 1973)
- Vilkuna, Kustaa (1902–1980) finn néprajzkutató (t. 1960)
- Villari, Pasquale (1827–1917) olasz történész (t. 1877)
- * Vincze Imre (1944) fizikus (l. 2004; r. 2010)
- * Vincze Mária (1942) romániai magyar közgazdász (k. 2019)
- Vinkler János (1886–1968) jogtudós (l. 1928; tan. 1949; l. visszaállítva 1989)
- Vinogradov, Alekszandr Pavlovics (1895–1975) orosz geokémikus (t. 1973)
- Vinogradov, Ivan Matvejevics (1891–1983) orosz matematikus (t. 1955)
- Viola József (1770–1858) orvos (l. 1838)
- Virchow, Rudolf (1821–1902) német orvos, patológus, antropológus (t. 1873)
- Vischer, Friedrich Theodor (1807–1887) német esztéta (t. 1872)
- Viski Károly (1883–1945) néprajzkutató (l. 1945)
- Viszota Gyula (1871–1947) irodalomtörténész (l. 1913; r. 1932)
- Vitális István (1871–1947) geológus (l. 1920; r. 1945)
- Vitković, Gavrilo (1830–1902) szerb történész (t. 1885)
- Vitry, Paul (1872–1941) francia régész, művészettörténész (t. 1940)
- Vizaknai Antal (1863–1911) statisztikus (l. 1905)
- * Vizi E. Szilveszter (1936) orvos, farmakológus (l. 1985; r. 1990)
- * Vizkelety András (1931) irodalomtörténész, filológus, germanista (l. 1998; r. 2004)
- Vladár Gábor (1881–1972) jogtudós, politikus (l. 1937; tan. 1949; l. visszaállítva 1989)
- Vogt, Marthe (1903–2003) német neurobiológus (t. 1981)
- Voinovich Géza (1877–1952) irodalomtörténész, esztéta (l. 1910; r. 1923; t. 1938; visszaminősítve r. 1949)
- Voisine, Jacques (1914–2001) francia irodalomtörténész (t. 1979)
- Vojadzóglu, Joánisz / Boyazoglu, Jean (1937–2018) görög-francia agrármérnök, agrárközgazdász (t. 2001)
- Volf György (1843–1897) nyelvész (l. 1877; r. 1894)
- Volpe, Gioacchino (1876–1971) olasz történész (t. 1932)
- Volterra, Vito (1860–1940) olasz matematikus, fizikus (t. 1913)
- * Voszka Éva (1953) közgazdász, gazdaságtörténész (l. 2019; r. 2025)
- * Völgyesi Lajos (1947) geofizikus (l. 2019; r. 2025)
- * Vörös Attila (1944) geológus, paleontológus (l. 2004; r. 2010)
- * Vörös Imre (1944) jogtudós (l. 2010; r. 2016)
- * Vörös József (1951) közgazdász (l. 2013; r. 2019)
- Vörösmarty Mihály (1800–1855) költő, drámaíró (r. 1830)
- Vries, Hugo de (1848–1935) holland botanikus, genetikus (k. 1928k)
- Vrtiak, Otto Jaroslav (1924–2001) szlovák mikrobiológus, virológus (t. 1983)
- Vuorela, Lauri A. (1913–1999) finn meteorológus (t. 1981)

### W
- Wach, Adolf (1843–1926) német jogtudós (t. 1910)
- Wagner, Hildebert (1929–2021) német kémikus, farmakológus (t. 2007)
- * Wagner, Horst (1939) osztrák bányamérnök (t. 2004)
- Wagner-Jauregg, Julius (1857–1940) osztrák pszichiáter, neurológus (t. 1930)
- Waitz, Georg (1813–1886) német történész (t. 1879)
- Waldapfel József (1904–1968) irodalomtörténész (l. 1948; r. 1958)
- Wälder Gyula (1884–1944) építészmérnök (l. 1935)
- Waldeyer-Hartz, Heinrich Wilhelm Gottfried von (1836–1921) német orvos, anatómus (t. 1896)
- Waldmann, Thomas Alexander (1930–2021) amerikai citológus (t. 1998)
- Waldstein-Wartenberg János (1809–1876) jogtudós (ig. 1868)
- * Walter-Klingenstein, Grete (1939) osztrák művelődéstörténész (t. 1998)
- Walther, Herbert (1935–2006) német fizikus (t. 2001)
- Waltherr László Imre (1788–1863) történész, nyelvész (l. 1832)
- Warga János (1804–1875) pedagógus, filozófus (l. 1835)
- Wargha István (1808–1876) pedagógus (l. 1840)
- Wartha Vince (1844–1914) kémikus, vegyészmérnök (l. 1873; r. 1891)
- Wass Sámuel (1814–1879) utazó, közgazdász (l. 1861)
- Watts, Thomas (1811–1869) angol nyelvész (t. 1858)
- Wéber György / Weber, George (1922–2011) amerikai magyar onkológus, farmakológus (t. 1986)
- Weichelt, Wolfgang (1929–1993) német jogtudós (t. 1986)
- * Weidenfeld, Werner (1947) német politológus (t. 2007)
- Weiszfeiler Gyula (1902–1984) mikrobiológus (l. 1960; r. 1982)
- Wekerle Sándor (1848–1921) politikus, közgazdász (ig. 1914; t. 1918)
- Welcker, Karl Theodor (1790–1869) német jogtudós, politikus (t. 1859)
- Wellmann Imre (1909–1994) történész, levéltáros, muzeológus (l. 1945; tan. 1949; l. visszaállítva 1989; r. 1990)
- Wellmann Oszkár (1876–1943) állatorvos (l. 1936; r. 1941)
- Wells, Thomas Spencer (1818–1897) angol orvos, sebész (t. 1894)
- Weltner Andor (1910–1978) jogtudós (l. 1970)
- Weninger Vince (1834–1879) közgazdász (l. 1860)
- Went István (1899–1963) orvos, fiziológus (l. 1948; tan. 1949; l. újraválasztva 1954)
- Wenzel Gusztáv (1812–1891) jogtudós, jogtörténész (l. 1846; r. 1858)
- * Werner, Wendelin (1968) német matematikus (t. 2025)
- Wertheimer Ede (1848–1930) történész, publicista (l. 1900; r. 1926)
- Wesselényi Miklós (1796–1850) politikus (ig. 1830; t. 1831)
- Westsik Vilmos (1883–1976) agrármérnök (l. 1958)
- Wetzel, Robert G. (1936–2005) amerikai limnológus (t. 2004)
- * Whaler, Kathryn Anne (1956) brit geofizikus (t. 2022)
- Wichmann, Yrjö (1868–1932) finn nyelvész (t. 1921)
- Wickman, Bo (1917–2007) svéd nyelvész (t. 1998)
- Wied, David de (1925–2004) holland farmakológus (t. 1990)
- Wiedemann, Alfred (1856–1936) német egyiptológus (t. 1915)
- Wiedemann, Ferdinand Johann (1805–1888) észt nyelvész, finnugrista (t. 1871)
- Wiegner, Georg (1883–1936) német agrokémikus (t. 1927)
- Wiesel, Torsten Nils (1924) svéd neurobiológus (t. 2007; lemondott 2016)
- Wieseler, Friedrich Julius August (1811–1892) német régész (t. 1872)
- Wigner Jenő / Wigner, Eugene (1902–1995) amerikai magyar fizikus (t. 1988)
- Wiklund, Karl Bernhard (1868–1934) svéd nyelvész, néprajzkutató (t. 1914)
- Wilamowitz-Moellendorff, Ulrich von (1848–1931) német klasszika-filológus (t. 1903)
- * Wilamowski, Bogdan M. (1944) lengyel villamosmérnök (t. 2007)
- * Wilke, Friedrich Ludwig (1931) német bányamérnök (t. 1998)
- * Winkler, Hans (1939) osztrák orvos, farmakológus (t. 1998)
- Winkler, Heinrich (1848–1931) német nyelvész (t. 1896)
- Winkler Lajos (1863–1939) kémikus, gyógyszervegyész (l. 1896; r. 1922)
- Winter Ernő (1897–1971) vegyészmérnök (l. 1951; r. 1956)
- Wittmann Ferenc (1860–1932) fizikus (l. 1908)
- Wlassics Gyula (1852–1937) jogtudós, politikus (l. 1886; r. 1892; ig. 1901; t. 1919)
- Wolf, Julius (1862–1937) német közgazdász (t. 1921)
- Wolf, Maximilian Franz Joseph Cornelius (1863–1932) német csillagász (t. 1908)
- Wolfram Ervin (1923–1985) kémikus (l. 1982)
- * Wollheim, Claes B. (1943) svéd citológus, biokémikus (t. 2007)
- Wolsky Sándor (1902–2004) biológus, zoológus, genetikus (l. 1946; r. 1946; tagsága megszűnt 1949; r. visszaállítva 1989)
- Worsaae, Jens Jacob Asmussen (1821–1885) dán régész, történész (t. 1872)
- Wosinsky Mór (1854–1907) régész (l. 1902)
- Wöhler, Friedrich (1800–1882) német régész (t. 1881)
- * Wüthrich, Kurt (1938) svájci kémikus, biofizikus (t. 2004)

### X
- Xántus János (1825–1894) néprajzkutató, zoológus, botanikus (l. 1859)

### Y
- Yinglai Wang (1907–2001) kínai biokémikus (t. 1986)
- Ylinen, Arvo Albin Johannes (1902–1975) finn gépészmérnök (t. 1967)
- * Yong Du (1964) kínai anyagmérnök (t. 2025)
- * Young, Lai-Sang (1952) amerikai fizikus (t. 2007)

### Z
- Záborszky János / Zaborszky, John (1914–2008) amerikai magyar gépészmérnök (t. 1986)
- * Záborszky László (1944) amerikai magyar neurobiológus (k. 2007)
- Zách János Ferenc / Zach, Franz Xaver von (1754–1832) németországi magyar csillagász, geodéta (k. 1832)
- Zádor György (1799–1866) jogtudós (l. 1831; r. 1832)
- Zahlbruckner Sándor (1860–1938) botanikus, lichenológus (l. 1920)
- Zahn, Friedrich (1869–1946) német közgazdász, statisztikus (t. 1932)
- Zakrzewski, Wincenty (1844–1928) lengyel történész (t. 1887)
- Zala György (1858–1937) szobrász (t. 1930)
- Zalai Ernő (1943–2021) közgazdász (l. 1998; r. 2004)
- Zambó János (1916–2000) bányamérnök (l. 1961; r. 1973)
- * Zaránd Gergely (1969) elméleti fizikus (l. 2016; r. 2022)
- * Závodszky Péter (1939) biofizikus (l. 2001; r. 2007)
- Zawadowski Alfréd (1936–2017) fizikus (l. 1985; r. 1990)
- Zawadzki, Saturnin (1923–2003) lengyel agrokémikus (t. 1998)
- * Zažímalová, Eva (1955) cseh növénygenetikus (t. 2019)
- Zdziechowski, Marian (1861–1938) lengyel irodalomtörténész, történész (k. 1928k)
- Zechmeister László (1889–1972) vegyészmérnök (l. 1930; r. 1940; t. 1948; tagsága megszűnt 1949; t. visszaállítva 1989)
- Zeeman, Pieter (1865–1943) holland fizikus (t. 1914)
- Zeldovics, Jakov Boriszovics (1914–1987) belorusz fizikus (t. 1983)
- Zeller, Eduard Gottlob (1814–1908) német teológus, filozófus (t. 1875)
- Zelovich Kornél (1869–1935) közlekedésmérnök (l. 1921; r. 1928)
- Zemanek, Heinz (1920–2014) osztrák villamosmérnök, informatikus (t. 2001)
- Zemann, Josef (1923–2022) osztrák geológus, mineralógus (t. 1982)
- Zemplén Géza (1883–1956) kémikus (l. 1923; r. 1927; ig. 1945–1949; t. 1946; visszaminősítve r. 1949)
- Zemplén Győző (1879–1916) fizikus (l. 1908)
- Zichy Ágost (1852–1925) utazó, földrajztudós (l. 1880)
- Zichy Antal (1823–1898) író, politikus (l. 1870; t. 1877; ig. 1883)
- Zichy Géza (1849–1924) zongoraművész, zeneszerző (t. 1911)
- Zichy Gyula (1871–1942) római katolikus főpap (ig. 1929)
- Zichy István (1879–1951) történész, festő, grafikus (l. 1925; tan. 1949; l. visszaállítva 1989)
- Zichy János (1868–1944) politikus (ig. 1925)
- Zichy Jenő (1837–1906) politikus, orientalista (t. 1899)
- * Zieme, Peter (1942) német orientalista, turkológus (t. 2001)
- Zilahy Lajos (1891–1974) író (l. 1945; ig. 1945–1949; tagsága megszűnt 1949; l. visszaállítva 1989)
- * Zimányi Gergely (1958) amerikai magyar szilárdtest-fizikus (k. 2025)
- Zimányi József (1931–2006) fizikus (l. 1990; r. 1995)
- Zimányi Károly (1862–1941) mineralógus (l. 1904; r. 1921; t. 1940)
- Zimmermann Ágoston (1875–1963) állatorvos, anatómus (l. 1922; r. 1935; t. 1942; visszaminősítve r. 1949)
- Zipernowsky Károly (1853–1942) gépészmérnök (l. 1893)
- Zlamál Vilmos (1803–1886) állatorvos (l. 1864)
- Zlinszky Aladár (1864–1941) irodalomtörténész, esztéta (l. 1922; r. 1939)
- Zlinszky Imre (1834–1880) jogtudós (l. 1876)
- Zolnai Béla (1890–1969) irodalomtörténész, nyelvész (l. 1940; r. 1948; tan. 1949; r. visszaállítva 1989)
- Zolnai Gyula (1862–1949) nyelvész (l. 1897; r. 1924; t. 1945; tan. 1949; t. visszaállítva 1989)
- Zoltai Tibor (1925–2003) amerikai magyar geológus, mineralógus (k. 1990)
- Zólyomi Bálint (1908–1997) botanikus (l. 1951; r. 1970)
- * Zrínyi Miklós (1949) kémikus (l. 2007; r. 2013)
- Žujović, Jovan (1856–1936) szerb geológus, politikus (t. 1894)
- Zuntz, Nathan (1847–1920) német fiziológus (t. 1912)
- Zwiedineck-Südenhorst, Otto von (1871–1957) osztrák közgazdász (t. 1938)

### Zs
- Zsarnay Lajos (1802–1866) református főpap, teológus (l. 1858)
- Zsavoronkov, Nyikolaj Mihajlovics (1907–1990) orosz kémikus (t. 1970)
- Zsdanov, Viktor Mihajlovics (1914–1988) orosz mikrobiológus (t. 1983)
- * Zsidó László (1946) olaszországi magyar matematikus (k. 2010)
- Zsigmond Ferenc (1883–1949) irodalomtörténész (l. 1925; r. 1942)
- Zsigmond László (1907–1992) történész (l. 1970; r. 1979)
- Zsigmondy Vilmos (1821–1888) bányamérnök (l. 1868)
- Zsilinszky Mihály (1838–1925) történész, művelődéspolitikus (l. 1878; r. 1899)
- Zsirai Miklós (1892–1955) nyelvész (l. 1932; r. 1945; ig. 1945–1946)
- Zsivora György (1804–1883) jogtudós (l. 1833)
- * Zsoldos Attila (1962) történész (l. 2010; r. 2016)
- Zsoldos Ignác (1803–1885) jogtudós (l. 1837; r. 1838)
- Zsukov, Jevgenyij Mihajlovics (1907–1980) orosz történész, orientalista (t. 1979)